# Hippotion griseola
Hippotion griseola är en fjärilsart som beskrevs av Rothschild 1894. Hippotion griseola ingår i släktet Hippotion och familjen svärmare. Inga underarter finns listade i Catalogue of Life.